# Staatsform
Die Staatsform charakterisiert die Organisationsform, „Verfassung“ und äußere Herrschaftsordnung eines Staates und ist damit ein wichtiges Merkmal der staatlichen Grundordnung. Sie bezieht sich unter anderem darauf, wie das Staatsoberhaupt bestimmt und legitimiert wird und ob eine Gewaltenteilung stattfindet. Die Staatsform ist somit wesentlich sowohl für das innere als auch das äußere Erscheinungsbild des Staates.
In der älteren Fachliteratur wird Staatsform im engeren Sinne oft nur auf die Zweiteilung Monarchie – Republik als reine Formen bezogen, zwischen die die Form der Mischverfassung tritt. Diese Formen wurden weiter ausdifferenziert, die Aussagekraft dieser Einteilung ist jedoch im 20. Jahrhundert vermindert: Seit durch Parlamentarisierung und Demokratisierung die politische Bedeutung der Monarchien und der Staatsoberhäupter, wenn diese nicht Regierungschef sind, zurückgegangen ist, ist die Unterscheidung von Monarchien zu Republiken eher uninteressant, während andererseits der Begriff der Republik wenig trennscharf als Bezeichnung für unterschiedliche Herrschaftsordnungen eingesetzt werden kann. Mittlerweile sind andere Kriterien zur Klassifikation der Staatsformen etabliert und finden vielfach Anwendung. So wird als eine weitere grundlegende Unterscheidung zwischen Bundesstaat und Einheitsstaat differenziert.

## Verwendung des Begriffs
Die Staatsformenlehre ist ein klassisches Fachgebiet der politischen Philosophie und Rechtswissenschaft. Der Begriff der Staatsform ist daher sowohl für die Philosophie als auch für die Politikwissenschaft und das öffentliche Recht von besonderem Interesse. Daneben sind die Staatsformen auch in anderen Geistes- und Sozialwissenschaften relevant. Dabei ist zu beachten, dass im Staatsrecht der Staat eher als Normengefüge verstanden wird, in den Sozialwissenschaften jedoch als gesellschaftliches Subsystem.

## Systematisierung
Staatsformen bilden eine zentrale konzeptionelle Komponente bei der Bestimmung von politischen Systemen. Die Mannigfaltigkeit der Staatsformen wird in Anlehnung an Niccolò Machiavelli zuweilen auf die Dichotomie Republik versus Monarchie reduziert. Daraus ergibt sich die Möglichkeit der Abgrenzung zu den Herrschaftsformen.
Eine weitergehende Unterscheidung der Staatsformen ergibt sich nach der Drei-Elemente-Lehre aus der unterschiedlichen Ausprägung der Staatsgewalt, die sich nach verschiedenen Typen theoretisch klassifizieren lässt. In der Praxis können sie in unterschiedlicher Ausprägung und in Mischformen auftreten. In der klassischen Staatsformenlehre ergeben sich aus den verschiedenen Methoden, die Staatsformen einzuteilen, unterschiedliche Haupt- und Untertypen:
| Monarchie | Monarchie | Monarchie                                                          | Monarchie                                                          | Monarchie                                                          | Monarchie                                                          | Aristokratie                                                       | Aristokratie                                                       | Aristokratie | Aristokratie | Aristokratie                           | Aristokratie                           | Demokratie                             | Demokratie                             | Demokratie                             | Demokratie                             | Demokratie | Demokratie |  |  |  |  |  |  |  |  |  |  |  |  |  |  |  |  |  |  |
| Monarchie | Monarchie | Monarchie                                                          | Monarchie                                                          | Monarchie                                                          | Monarchie                                                          | Aristokratie                                                       | Aristokratie                                                       | Aristokratie | Aristokratie | Aristokratie                           | Aristokratie                           | Demokratie                             | Demokratie                             | Demokratie                             | Demokratie                             | Demokratie | Demokratie |  |  |  |  |  |  |  |  |  |  |  |  |  |  |  |  |  |  |
|           |           |                                                                    |                                                                    |                                                                    |                                                                    |                                                                    |                                                                    |              |              |                                        |                                        |                                        |                                        |                                        |                                        |            |            |  |  |  |  |  |  |  |  |  |  |  |  |  |  |  |  |  |  |
|           |           | direkte (unmittelbare) Demokratie (Vollversammlung, Landsgemeinde) | direkte (unmittelbare) Demokratie (Vollversammlung, Landsgemeinde) | direkte (unmittelbare) Demokratie (Vollversammlung, Landsgemeinde) | direkte (unmittelbare) Demokratie (Vollversammlung, Landsgemeinde) | direkte (unmittelbare) Demokratie (Vollversammlung, Landsgemeinde) | direkte (unmittelbare) Demokratie (Vollversammlung, Landsgemeinde) |              |              | repräsentative (mittelbare) Demokratie | repräsentative (mittelbare) Demokratie | repräsentative (mittelbare) Demokratie | repräsentative (mittelbare) Demokratie | repräsentative (mittelbare) Demokratie | repräsentative (mittelbare) Demokratie |            |            |  |  |  |  |  |  |  |  |  |  |  |  |  |  |  |  |  |  |
|           |           | direkte (unmittelbare) Demokratie (Vollversammlung, Landsgemeinde) | direkte (unmittelbare) Demokratie (Vollversammlung, Landsgemeinde) | direkte (unmittelbare) Demokratie (Vollversammlung, Landsgemeinde) | direkte (unmittelbare) Demokratie (Vollversammlung, Landsgemeinde) | direkte (unmittelbare) Demokratie (Vollversammlung, Landsgemeinde) | direkte (unmittelbare) Demokratie (Vollversammlung, Landsgemeinde) |              |              | repräsentative (mittelbare) Demokratie | repräsentative (mittelbare) Demokratie | repräsentative (mittelbare) Demokratie | repräsentative (mittelbare) Demokratie | repräsentative (mittelbare) Demokratie | repräsentative (mittelbare) Demokratie |            |            |  |  |  |  |  |  |  |  |  |  |  |  |  |  |  |  |  |  |
|           |           |                                                                    |                                                                    |                                                                    |                                                                    |                                                                    |                                                                    |              |              |                                        |                                        |                                        |                                        |                                        |                                        |            |            |  |  |  |  |  |  |  |  |  |  |  |  |  |  |  |  |  |  |
|           |           | parlamentarische Demokratie                                        | parlamentarische Demokratie                                        | parlamentarische Demokratie                                        | parlamentarische Demokratie                                        | parlamentarische Demokratie                                        | parlamentarische Demokratie                                        |              |              | präsidiale Demokratie                  | präsidiale Demokratie                  | präsidiale Demokratie                  | präsidiale Demokratie                  | präsidiale Demokratie                  | präsidiale Demokratie                  |            |            |  |  |  |  |  |  |  |  |  |  |  |  |  |  |  |  |  |  |

| Republik               | Republik               | Republik               | Republik               | Republik               | Republik               | Monarchie | Monarchie | Monarchie                  | Monarchie                  | Monarchie                  | Monarchie                  |                            |                            |  |  |  |  |  |  |  |  |  |  |  |  |
| Republik               | Republik               | Republik               | Republik               | Republik               | Republik               | Monarchie | Monarchie | Monarchie                  | Monarchie                  | Monarchie                  | Monarchie                  |                            |                            |  |  |  |  |  |  |  |  |  |  |  |  |
|                        |                        |                        |                        |                        |                        |           |           |                            |                            |                            |                            |                            |                            |  |  |  |  |  |  |  |  |  |  |  |  |
| absolute Monarchie     | absolute Monarchie     | absolute Monarchie     | absolute Monarchie     | absolute Monarchie     | absolute Monarchie     |           |           | konstitutionelle Monarchie | konstitutionelle Monarchie | konstitutionelle Monarchie | konstitutionelle Monarchie | konstitutionelle Monarchie | konstitutionelle Monarchie |  |  |  |  |  |  |  |  |  |  |  |  |
| absolute Monarchie     | absolute Monarchie     | absolute Monarchie     | absolute Monarchie     | absolute Monarchie     | absolute Monarchie     |           |           | konstitutionelle Monarchie | konstitutionelle Monarchie | konstitutionelle Monarchie | konstitutionelle Monarchie | konstitutionelle Monarchie | konstitutionelle Monarchie |  |  |  |  |  |  |  |  |  |  |  |  |
|                        |                        |                        |                        |                        |                        |           |           |                            |                            |                            |                            |                            |                            |  |  |  |  |  |  |  |  |  |  |  |  |
| „ständische“ Monarchie | „ständische“ Monarchie | „ständische“ Monarchie | „ständische“ Monarchie | „ständische“ Monarchie | „ständische“ Monarchie |           |           | parlamentarische Monarchie | parlamentarische Monarchie | parlamentarische Monarchie | parlamentarische Monarchie | parlamentarische Monarchie | parlamentarische Monarchie |  |  |  |  |  |  |  |  |  |  |  |  |

| Einheitsstaat            | Einheitsstaat            | Einheitsstaat            | Einheitsstaat            | Einheitsstaat            | Einheitsstaat            | Bundesstaat | Bundesstaat | Bundesstaat             | Bundesstaat             | Bundesstaat             | Bundesstaat             |                         |                         |  |  |  |  |  |  |  |  |  |  |  |  |
| Einheitsstaat            | Einheitsstaat            | Einheitsstaat            | Einheitsstaat            | Einheitsstaat            | Einheitsstaat            | Bundesstaat | Bundesstaat | Bundesstaat             | Bundesstaat             | Bundesstaat             | Bundesstaat             |                         |                         |  |  |  |  |  |  |  |  |  |  |  |  |
|                          |                          |                          |                          |                          |                          |             |             |                         |                         |                         |                         |                         |                         |  |  |  |  |  |  |  |  |  |  |  |  |
| unitarischer Bundesstaat | unitarischer Bundesstaat | unitarischer Bundesstaat | unitarischer Bundesstaat | unitarischer Bundesstaat | unitarischer Bundesstaat |             |             | föderativer Bundesstaat | föderativer Bundesstaat | föderativer Bundesstaat | föderativer Bundesstaat | föderativer Bundesstaat | föderativer Bundesstaat |  |  |  |  |  |  |  |  |  |  |  |  |

| Monarchie | Monarchie | Monarchie                                                          | Monarchie                                                          | Monarchie                                                          | Monarchie                                                          | Aristokratie                                                       | Aristokratie                                                       | Aristokratie | Aristokratie | Aristokratie                           | Aristokratie                           | Demokratie                             | Demokratie                             | Demokratie                             | Demokratie                             | Demokratie | Demokratie |  |  |  |  |  |  |  |  |  |  |  |  |  |  |  |  |  |  |
| Monarchie | Monarchie | Monarchie                                                          | Monarchie                                                          | Monarchie                                                          | Monarchie                                                          | Aristokratie                                                       | Aristokratie                                                       | Aristokratie | Aristokratie | Aristokratie                           | Aristokratie                           | Demokratie                             | Demokratie                             | Demokratie                             | Demokratie                             | Demokratie | Demokratie |  |  |  |  |  |  |  |  |  |  |  |  |  |  |  |  |  |  |
|           |           |                                                                    |                                                                    |                                                                    |                                                                    |                                                                    |                                                                    |              |              |                                        |                                        |                                        |                                        |                                        |                                        |            |            |  |  |  |  |  |  |  |  |  |  |  |  |  |  |  |  |  |  |
|           |           | direkte (unmittelbare) Demokratie (Vollversammlung, Landsgemeinde) | direkte (unmittelbare) Demokratie (Vollversammlung, Landsgemeinde) | direkte (unmittelbare) Demokratie (Vollversammlung, Landsgemeinde) | direkte (unmittelbare) Demokratie (Vollversammlung, Landsgemeinde) | direkte (unmittelbare) Demokratie (Vollversammlung, Landsgemeinde) | direkte (unmittelbare) Demokratie (Vollversammlung, Landsgemeinde) |              |              | repräsentative (mittelbare) Demokratie | repräsentative (mittelbare) Demokratie | repräsentative (mittelbare) Demokratie | repräsentative (mittelbare) Demokratie | repräsentative (mittelbare) Demokratie | repräsentative (mittelbare) Demokratie |            |            |  |  |  |  |  |  |  |  |  |  |  |  |  |  |  |  |  |  |
|           |           | direkte (unmittelbare) Demokratie (Vollversammlung, Landsgemeinde) | direkte (unmittelbare) Demokratie (Vollversammlung, Landsgemeinde) | direkte (unmittelbare) Demokratie (Vollversammlung, Landsgemeinde) | direkte (unmittelbare) Demokratie (Vollversammlung, Landsgemeinde) | direkte (unmittelbare) Demokratie (Vollversammlung, Landsgemeinde) | direkte (unmittelbare) Demokratie (Vollversammlung, Landsgemeinde) |              |              | repräsentative (mittelbare) Demokratie | repräsentative (mittelbare) Demokratie | repräsentative (mittelbare) Demokratie | repräsentative (mittelbare) Demokratie | repräsentative (mittelbare) Demokratie | repräsentative (mittelbare) Demokratie |            |            |  |  |  |  |  |  |  |  |  |  |  |  |  |  |  |  |  |  |
|           |           |                                                                    |                                                                    |                                                                    |                                                                    |                                                                    |                                                                    |              |              |                                        |                                        |                                        |                                        |                                        |                                        |            |            |  |  |  |  |  |  |  |  |  |  |  |  |  |  |  |  |  |  |
|           |           | parlamentarische Demokratie                                        | parlamentarische Demokratie                                        | parlamentarische Demokratie                                        | parlamentarische Demokratie                                        | parlamentarische Demokratie                                        | parlamentarische Demokratie                                        |              |              | präsidiale Demokratie                  | präsidiale Demokratie                  | präsidiale Demokratie                  | präsidiale Demokratie                  | präsidiale Demokratie                  | präsidiale Demokratie                  |            |            |  |  |  |  |  |  |  |  |  |  |  |  |  |  |  |  |  |  |

| Republik               | Republik               | Republik               | Republik               | Republik               | Republik               | Monarchie | Monarchie | Monarchie                  | Monarchie                  | Monarchie                  | Monarchie                  |                            |                            |  |  |  |  |  |  |  |  |  |  |  |  |
| Republik               | Republik               | Republik               | Republik               | Republik               | Republik               | Monarchie | Monarchie | Monarchie                  | Monarchie                  | Monarchie                  | Monarchie                  |                            |                            |  |  |  |  |  |  |  |  |  |  |  |  |
|                        |                        |                        |                        |                        |                        |           |           |                            |                            |                            |                            |                            |                            |  |  |  |  |  |  |  |  |  |  |  |  |
| absolute Monarchie     | absolute Monarchie     | absolute Monarchie     | absolute Monarchie     | absolute Monarchie     | absolute Monarchie     |           |           | konstitutionelle Monarchie | konstitutionelle Monarchie | konstitutionelle Monarchie | konstitutionelle Monarchie | konstitutionelle Monarchie | konstitutionelle Monarchie |  |  |  |  |  |  |  |  |  |  |  |  |
| absolute Monarchie     | absolute Monarchie     | absolute Monarchie     | absolute Monarchie     | absolute Monarchie     | absolute Monarchie     |           |           | konstitutionelle Monarchie | konstitutionelle Monarchie | konstitutionelle Monarchie | konstitutionelle Monarchie | konstitutionelle Monarchie | konstitutionelle Monarchie |  |  |  |  |  |  |  |  |  |  |  |  |
|                        |                        |                        |                        |                        |                        |           |           |                            |                            |                            |                            |                            |                            |  |  |  |  |  |  |  |  |  |  |  |  |
| „ständische“ Monarchie | „ständische“ Monarchie | „ständische“ Monarchie | „ständische“ Monarchie | „ständische“ Monarchie | „ständische“ Monarchie |           |           | parlamentarische Monarchie | parlamentarische Monarchie | parlamentarische Monarchie | parlamentarische Monarchie | parlamentarische Monarchie | parlamentarische Monarchie |  |  |  |  |  |  |  |  |  |  |  |  |

| Einheitsstaat            | Einheitsstaat            | Einheitsstaat            | Einheitsstaat            | Einheitsstaat            | Einheitsstaat            | Bundesstaat | Bundesstaat | Bundesstaat             | Bundesstaat             | Bundesstaat             | Bundesstaat             |                         |                         |  |  |  |  |  |  |  |  |  |  |  |  |
| Einheitsstaat            | Einheitsstaat            | Einheitsstaat            | Einheitsstaat            | Einheitsstaat            | Einheitsstaat            | Bundesstaat | Bundesstaat | Bundesstaat             | Bundesstaat             | Bundesstaat             | Bundesstaat             |                         |                         |  |  |  |  |  |  |  |  |  |  |  |  |
|                          |                          |                          |                          |                          |                          |             |             |                         |                         |                         |                         |                         |                         |  |  |  |  |  |  |  |  |  |  |  |  |
| unitarischer Bundesstaat | unitarischer Bundesstaat | unitarischer Bundesstaat | unitarischer Bundesstaat | unitarischer Bundesstaat | unitarischer Bundesstaat |             |             | föderativer Bundesstaat | föderativer Bundesstaat | föderativer Bundesstaat | föderativer Bundesstaat | föderativer Bundesstaat | föderativer Bundesstaat |  |  |  |  |  |  |  |  |  |  |  |  |

| Monarchie | Monarchie | Monarchie                                                          | Monarchie                                                          | Monarchie                                                          | Monarchie                                                          | Aristokratie                                                       | Aristokratie                                                       | Aristokratie | Aristokratie | Aristokratie                           | Aristokratie                           | Demokratie                             | Demokratie                             | Demokratie                             | Demokratie                             | Demokratie | Demokratie |  |  |  |  |  |  |  |  |  |  |  |  |  |  |  |  |  |  |
| Monarchie | Monarchie | Monarchie                                                          | Monarchie                                                          | Monarchie                                                          | Monarchie                                                          | Aristokratie                                                       | Aristokratie                                                       | Aristokratie | Aristokratie | Aristokratie                           | Aristokratie                           | Demokratie                             | Demokratie                             | Demokratie                             | Demokratie                             | Demokratie | Demokratie |  |  |  |  |  |  |  |  |  |  |  |  |  |  |  |  |  |  |
|           |           |                                                                    |                                                                    |                                                                    |                                                                    |                                                                    |                                                                    |              |              |                                        |                                        |                                        |                                        |                                        |                                        |            |            |  |  |  |  |  |  |  |  |  |  |  |  |  |  |  |  |  |  |
|           |           | direkte (unmittelbare) Demokratie (Vollversammlung, Landsgemeinde) | direkte (unmittelbare) Demokratie (Vollversammlung, Landsgemeinde) | direkte (unmittelbare) Demokratie (Vollversammlung, Landsgemeinde) | direkte (unmittelbare) Demokratie (Vollversammlung, Landsgemeinde) | direkte (unmittelbare) Demokratie (Vollversammlung, Landsgemeinde) | direkte (unmittelbare) Demokratie (Vollversammlung, Landsgemeinde) |              |              | repräsentative (mittelbare) Demokratie | repräsentative (mittelbare) Demokratie | repräsentative (mittelbare) Demokratie | repräsentative (mittelbare) Demokratie | repräsentative (mittelbare) Demokratie | repräsentative (mittelbare) Demokratie |            |            |  |  |  |  |  |  |  |  |  |  |  |  |  |  |  |  |  |  |
|           |           | direkte (unmittelbare) Demokratie (Vollversammlung, Landsgemeinde) | direkte (unmittelbare) Demokratie (Vollversammlung, Landsgemeinde) | direkte (unmittelbare) Demokratie (Vollversammlung, Landsgemeinde) | direkte (unmittelbare) Demokratie (Vollversammlung, Landsgemeinde) | direkte (unmittelbare) Demokratie (Vollversammlung, Landsgemeinde) | direkte (unmittelbare) Demokratie (Vollversammlung, Landsgemeinde) |              |              | repräsentative (mittelbare) Demokratie | repräsentative (mittelbare) Demokratie | repräsentative (mittelbare) Demokratie | repräsentative (mittelbare) Demokratie | repräsentative (mittelbare) Demokratie | repräsentative (mittelbare) Demokratie |            |            |  |  |  |  |  |  |  |  |  |  |  |  |  |  |  |  |  |  |
|           |           |                                                                    |                                                                    |                                                                    |                                                                    |                                                                    |                                                                    |              |              |                                        |                                        |                                        |                                        |                                        |                                        |            |            |  |  |  |  |  |  |  |  |  |  |  |  |  |  |  |  |  |  |
|           |           | parlamentarische Demokratie                                        | parlamentarische Demokratie                                        | parlamentarische Demokratie                                        | parlamentarische Demokratie                                        | parlamentarische Demokratie                                        | parlamentarische Demokratie                                        |              |              | präsidiale Demokratie                  | präsidiale Demokratie                  | präsidiale Demokratie                  | präsidiale Demokratie                  | präsidiale Demokratie                  | präsidiale Demokratie                  |            |            |  |  |  |  |  |  |  |  |  |  |  |  |  |  |  |  |  |  |

| Republik               | Republik               | Republik               | Republik               | Republik               | Republik               | Monarchie | Monarchie | Monarchie                  | Monarchie                  | Monarchie                  | Monarchie                  |                            |                            |  |  |  |  |  |  |  |  |  |  |  |  |
| Republik               | Republik               | Republik               | Republik               | Republik               | Republik               | Monarchie | Monarchie | Monarchie                  | Monarchie                  | Monarchie                  | Monarchie                  |                            |                            |  |  |  |  |  |  |  |  |  |  |  |  |
|                        |                        |                        |                        |                        |                        |           |           |                            |                            |                            |                            |                            |                            |  |  |  |  |  |  |  |  |  |  |  |  |
| absolute Monarchie     | absolute Monarchie     | absolute Monarchie     | absolute Monarchie     | absolute Monarchie     | absolute Monarchie     |           |           | konstitutionelle Monarchie | konstitutionelle Monarchie | konstitutionelle Monarchie | konstitutionelle Monarchie | konstitutionelle Monarchie | konstitutionelle Monarchie |  |  |  |  |  |  |  |  |  |  |  |  |
| absolute Monarchie     | absolute Monarchie     | absolute Monarchie     | absolute Monarchie     | absolute Monarchie     | absolute Monarchie     |           |           | konstitutionelle Monarchie | konstitutionelle Monarchie | konstitutionelle Monarchie | konstitutionelle Monarchie | konstitutionelle Monarchie | konstitutionelle Monarchie |  |  |  |  |  |  |  |  |  |  |  |  |
|                        |                        |                        |                        |                        |                        |           |           |                            |                            |                            |                            |                            |                            |  |  |  |  |  |  |  |  |  |  |  |  |
| „ständische“ Monarchie | „ständische“ Monarchie | „ständische“ Monarchie | „ständische“ Monarchie | „ständische“ Monarchie | „ständische“ Monarchie |           |           | parlamentarische Monarchie | parlamentarische Monarchie | parlamentarische Monarchie | parlamentarische Monarchie | parlamentarische Monarchie | parlamentarische Monarchie |  |  |  |  |  |  |  |  |  |  |  |  |

| Einheitsstaat            | Einheitsstaat            | Einheitsstaat            | Einheitsstaat            | Einheitsstaat            | Einheitsstaat            | Bundesstaat | Bundesstaat | Bundesstaat             | Bundesstaat             | Bundesstaat             | Bundesstaat             |                         |                         |  |  |  |  |  |  |  |  |  |  |  |  |
| Einheitsstaat            | Einheitsstaat            | Einheitsstaat            | Einheitsstaat            | Einheitsstaat            | Einheitsstaat            | Bundesstaat | Bundesstaat | Bundesstaat             | Bundesstaat             | Bundesstaat             | Bundesstaat             |                         |                         |  |  |  |  |  |  |  |  |  |  |  |  |
|                          |                          |                          |                          |                          |                          |             |             |                         |                         |                         |                         |                         |                         |  |  |  |  |  |  |  |  |  |  |  |  |
| unitarischer Bundesstaat | unitarischer Bundesstaat | unitarischer Bundesstaat | unitarischer Bundesstaat | unitarischer Bundesstaat | unitarischer Bundesstaat |             |             | föderativer Bundesstaat | föderativer Bundesstaat | föderativer Bundesstaat | föderativer Bundesstaat | föderativer Bundesstaat | föderativer Bundesstaat |  |  |  |  |  |  |  |  |  |  |  |  |

| Monarchie | Monarchie | Monarchie                                                          | Monarchie                                                          | Monarchie                                                          | Monarchie                                                          | Aristokratie                                                       | Aristokratie                                                       | Aristokratie | Aristokratie | Aristokratie                           | Aristokratie                           | Demokratie                             | Demokratie                             | Demokratie                             | Demokratie                             | Demokratie | Demokratie |  |  |  |  |  |  |  |  |  |  |  |  |  |  |  |  |  |  |
| Monarchie | Monarchie | Monarchie                                                          | Monarchie                                                          | Monarchie                                                          | Monarchie                                                          | Aristokratie                                                       | Aristokratie                                                       | Aristokratie | Aristokratie | Aristokratie                           | Aristokratie                           | Demokratie                             | Demokratie                             | Demokratie                             | Demokratie                             | Demokratie | Demokratie |  |  |  |  |  |  |  |  |  |  |  |  |  |  |  |  |  |  |
|           |           |                                                                    |                                                                    |                                                                    |                                                                    |                                                                    |                                                                    |              |              |                                        |                                        |                                        |                                        |                                        |                                        |            |            |  |  |  |  |  |  |  |  |  |  |  |  |  |  |  |  |  |  |
|           |           | direkte (unmittelbare) Demokratie (Vollversammlung, Landsgemeinde) | direkte (unmittelbare) Demokratie (Vollversammlung, Landsgemeinde) | direkte (unmittelbare) Demokratie (Vollversammlung, Landsgemeinde) | direkte (unmittelbare) Demokratie (Vollversammlung, Landsgemeinde) | direkte (unmittelbare) Demokratie (Vollversammlung, Landsgemeinde) | direkte (unmittelbare) Demokratie (Vollversammlung, Landsgemeinde) |              |              | repräsentative (mittelbare) Demokratie | repräsentative (mittelbare) Demokratie | repräsentative (mittelbare) Demokratie | repräsentative (mittelbare) Demokratie | repräsentative (mittelbare) Demokratie | repräsentative (mittelbare) Demokratie |            |            |  |  |  |  |  |  |  |  |  |  |  |  |  |  |  |  |  |  |
|           |           | direkte (unmittelbare) Demokratie (Vollversammlung, Landsgemeinde) | direkte (unmittelbare) Demokratie (Vollversammlung, Landsgemeinde) | direkte (unmittelbare) Demokratie (Vollversammlung, Landsgemeinde) | direkte (unmittelbare) Demokratie (Vollversammlung, Landsgemeinde) | direkte (unmittelbare) Demokratie (Vollversammlung, Landsgemeinde) | direkte (unmittelbare) Demokratie (Vollversammlung, Landsgemeinde) |              |              | repräsentative (mittelbare) Demokratie | repräsentative (mittelbare) Demokratie | repräsentative (mittelbare) Demokratie | repräsentative (mittelbare) Demokratie | repräsentative (mittelbare) Demokratie | repräsentative (mittelbare) Demokratie |            |            |  |  |  |  |  |  |  |  |  |  |  |  |  |  |  |  |  |  |
|           |           |                                                                    |                                                                    |                                                                    |                                                                    |                                                                    |                                                                    |              |              |                                        |                                        |                                        |                                        |                                        |                                        |            |            |  |  |  |  |  |  |  |  |  |  |  |  |  |  |  |  |  |  |
|           |           | parlamentarische Demokratie                                        | parlamentarische Demokratie                                        | parlamentarische Demokratie                                        | parlamentarische Demokratie                                        | parlamentarische Demokratie                                        | parlamentarische Demokratie                                        |              |              | präsidiale Demokratie                  | präsidiale Demokratie                  | präsidiale Demokratie                  | präsidiale Demokratie                  | präsidiale Demokratie                  | präsidiale Demokratie                  |            |            |  |  |  |  |  |  |  |  |  |  |  |  |  |  |  |  |  |  |

| Republik               | Republik               | Republik               | Republik               | Republik               | Republik               | Monarchie | Monarchie | Monarchie                  | Monarchie                  | Monarchie                  | Monarchie                  |                            |                            |  |  |  |  |  |  |  |  |  |  |  |  |
| Republik               | Republik               | Republik               | Republik               | Republik               | Republik               | Monarchie | Monarchie | Monarchie                  | Monarchie                  | Monarchie                  | Monarchie                  |                            |                            |  |  |  |  |  |  |  |  |  |  |  |  |
|                        |                        |                        |                        |                        |                        |           |           |                            |                            |                            |                            |                            |                            |  |  |  |  |  |  |  |  |  |  |  |  |
| absolute Monarchie     | absolute Monarchie     | absolute Monarchie     | absolute Monarchie     | absolute Monarchie     | absolute Monarchie     |           |           | konstitutionelle Monarchie | konstitutionelle Monarchie | konstitutionelle Monarchie | konstitutionelle Monarchie | konstitutionelle Monarchie | konstitutionelle Monarchie |  |  |  |  |  |  |  |  |  |  |  |  |
| absolute Monarchie     | absolute Monarchie     | absolute Monarchie     | absolute Monarchie     | absolute Monarchie     | absolute Monarchie     |           |           | konstitutionelle Monarchie | konstitutionelle Monarchie | konstitutionelle Monarchie | konstitutionelle Monarchie | konstitutionelle Monarchie | konstitutionelle Monarchie |  |  |  |  |  |  |  |  |  |  |  |  |
|                        |                        |                        |                        |                        |                        |           |           |                            |                            |                            |                            |                            |                            |  |  |  |  |  |  |  |  |  |  |  |  |
| „ständische“ Monarchie | „ständische“ Monarchie | „ständische“ Monarchie | „ständische“ Monarchie | „ständische“ Monarchie | „ständische“ Monarchie |           |           | parlamentarische Monarchie | parlamentarische Monarchie | parlamentarische Monarchie | parlamentarische Monarchie | parlamentarische Monarchie | parlamentarische Monarchie |  |  |  |  |  |  |  |  |  |  |  |  |

| Einheitsstaat            | Einheitsstaat            | Einheitsstaat            | Einheitsstaat            | Einheitsstaat            | Einheitsstaat            | Bundesstaat | Bundesstaat | Bundesstaat             | Bundesstaat             | Bundesstaat             | Bundesstaat             |                         |                         |  |  |  |  |  |  |  |  |  |  |  |  |
| Einheitsstaat            | Einheitsstaat            | Einheitsstaat            | Einheitsstaat            | Einheitsstaat            | Einheitsstaat            | Bundesstaat | Bundesstaat | Bundesstaat             | Bundesstaat             | Bundesstaat             | Bundesstaat             |                         |                         |  |  |  |  |  |  |  |  |  |  |  |  |
|                          |                          |                          |                          |                          |                          |             |             |                         |                         |                         |                         |                         |                         |  |  |  |  |  |  |  |  |  |  |  |  |
| unitarischer Bundesstaat | unitarischer Bundesstaat | unitarischer Bundesstaat | unitarischer Bundesstaat | unitarischer Bundesstaat | unitarischer Bundesstaat |             |             | föderativer Bundesstaat | föderativer Bundesstaat | föderativer Bundesstaat | föderativer Bundesstaat | föderativer Bundesstaat | föderativer Bundesstaat |  |  |  |  |  |  |  |  |  |  |  |  |

Es gibt verschiedene Haupttypen, die sich jeweils weiter unterteilen lassen. Auch Kombinationen und alternative Einteilungen sind denkbar, etwa der Monarchie in Erb- und Wahlmonarchien, andere Typen sind Einparteiensysteme, Diktaturen und Volksrepubliken, Islamische Republiken und Gottesstaaten. Dabei kann ein realer Staat durchaus die Züge mehrerer Typen aufweisen. Im politikwissenschaftlichen Bereich ist spätestens seit Karl Loewenstein die Grundunterscheidung in Autokratie und Demokratie (bei Loewenstein noch „konstitutionelle Regierungsform“) einschlägig, die Loewenstein selbst jedoch als Regierungsformen bezeichnet und die an die Einteilung der forma regiminis aus Immanuel Kants Schrift Zum ewigen Frieden anknüpft.

## Abgrenzung
Die Staatsform kann begrifflich unterschieden werden von:
- der Herrschaftsform, die sich nach der Ausgestaltung der tatsächlichen (De facto-)Machtverhältnisse in einem Staat richtet. In der modernen Literatur werden diese oft auf den Dualismus zwischen legitimer und illegitimer Herrschaft reduziert.
- dem Regierungssystem, das nach der Funktionsweise der Regierung sowie der Stellung oder Kompetenz von Staatsoberhaupt, Regierungschef und Parlament bestimmt wird:
  - Beispiele in Republiken: präsidentiell, semipräsidentiell oder parlamentarisch
  - Beispiele in Monarchien: die parlamentarische, die konstitutionelle oder die absolute Monarchie.

In der älteren Literatur wurden die Begriffe Herrschafts-, Regierungs- und Staatsform allerdings oftmals synonym gebraucht. So kann beispielsweise auch heute noch der Begriff Monarchie sowohl als Staats- wie auch als Herrschaftsform angesehen werden. Die undifferenzierte Verwendung ist aber im rechts- und politikwissenschaftlichen Schrifttum nicht mehr üblich.